# Bardufoss
Bardufoss est une localité de la municipalité de Målselv du comté de Troms, en Norvège.